# Història del txec
El txec (txec: čeština) és una llengua indoeuropea de la branca de les llengües eslaves occidentals que ha evolucionat al llarg dels segles a través de diverses etapes històriques ben diferenciades.
- Orígens i període antic: els orígens del txec es remunten al protoeslau, parlat pels pobles eslaus fins al segle viii. A partir de la seva expansió cap a l'Europa central, el txec començà a diferenciar-se com a part de la branca occidental de les llengües eslaves, juntament amb el polonès i l'eslovac. Els primers testimonis en txec apareixen en glosses de textos en antic eslau eclesiàstic.[1]
- Txec antic (segles x-xiv): el txec antic es desenvolupà durant l'alta edat mitjana sota la influència de l'antic eslau eclesiàstic. La frase completa en txec més antiga que es coneix data de la primeria del segle xiii i prové de la carta fundacional del capítol de Litoměřice.[2]
- Txec mitjà (segles xiv-xvi): el període d'or del txec medieval coincidí amb el regnat de Carles IV,[3] quan Praga esdevingué centre cultural i polític del Sacre Imperi Romanogermànic. Jan Hus, reformador religiós, contribuí significativament a la codificació de l'ortografia txeca al segle xv[1] i promogué l'ús del txec en la litúrgia. La Bíblia de Kralice[1] (1579-1594), primera traducció completa de la Bíblia al txec a partir dels textos originals, fou una fita important per a l'estandardització de la llengua.
- Període de decadència (segles xvii i xviii): després de la batalla de la Muntanya Blanca (1620) i durant la Guerra dels Trenta Anys, l'Imperi Habsburg imposà la germanització de les terres txeques. El txec perdé el seu estatus oficial i quedà reduït a llengua de les classes rurals, mentre l'alemany dominava l'administració, l'educació i la vida urbana. Aquest període es coneix com a doba temna (‘edat fosca’).
- Renaixement nacional (segle xix): el renaixement nacional txec significà la recuperació de la llengua i la cultura txeques. Filòlegs com Josef Dobrovský i Josef Jungmann foren clau en la codificació moderna de la llengua i l'ampliació del seu lèxic.[1] Jungmann publicà un diccionari txec-alemany de cinc volums (1835-1839), crucial per a la modernització del txec. El Teatre Nacional de Praga, inaugurat el 1881, esdevingué símbol de la recuperació cultural txeca.
- Txec modern (del segle xx ençà): amb la fundació de Txecoslovàquia el 1918, el txec esdevingué llengua oficial de l'estat. Durant el període comunista (1948-1989), la llengua patí una certa influència del rus.[3] Després de la Revolució de Vellut (1989) i la dissolució de Txecoslovàquia (1993), el txec és actualment la llengua oficial de la República Txeca, amb uns 10,5 milions de parlants. La normativa moderna està regulada per l'Institut de la Llengua Txeca de l'Acadèmia de Ciències de la República Txeca.